# Samsung Omnia II
Samsung i8000 Omnia II – smartfon firmy Samsung, zaprezentowany w 15 czerwca 2009 roku. Pracuje on pod kontrolą systemu operacyjnego Windows Mobile 6.1, z możliwością uaktualnienia do wersji 6.5.

## Wyświetlacz
Omnia II ma duży, 3.7" ekran, wykonany w technologii AMOLED, o rozdzielczości WVGA – 480x800 pikseli. Wyświetlacz ten potrafi wyświetlić 16 milionów kolorów, jednak system operacyjny ogranicza ich liczbę do 65 tysięcy. Poza tym modelem tylko Samsung Omnia Pro B7610 używa tej technologii w połączeniu z Windowsem Mobile.
Ekran obsługiwać można za pomocą dołączonego rysika.

## Parametry
SGH-I8000 Omnia II, ma jednordzeniowy procesor, o taktowaniu 800 MHz (model Samsung S3C6410). Smartfon ten wyposażony jest w 256 MB pamięci RAM oraz 512 MB pamięci ROM. Omnia II ma wbudowane 2, 8 lub 16 GB pamięci współdzielonej z możliwością rozszerzenia za pomocą kart pamięci micro SD (do 32 GB).
Do łączności telefon oferuje Wi-Fi, stereofoniczny Bluetooth 2.0 wraz z A2DP, standardowy port micro USB, wyjście audio 3.5 mm jack, odbiornik GPS wraz z wbudowanym A-GPS.
Samsung I-8000 jest telefonem czterozakresowym (GSM/GPRS/EDGE). Telefon wspiera trójzakresowy UMTS, HSDPA (do 7.2 Mbit/s) oraz HSUPA (do 5.76 Mbit/s).

## Kamera
Telefon wyposażony jest w aparat o rozdzielczości 5 megapikseli, z możliwością nagrywania filmów o rozdzielczości 720x480 pikseli z prędkością 30 klatek na sekundę. Aparat posiada geotagging, rozpoznawanie twarzy oraz uśmiechu. Telefon ma wbudowane oprogramowanie do edycji wideo, pozwalające na cięcie filmów, audio dubbing, dubbing na żywo, oraz dodawanie napisów. Telefon Omnia II wyposażony jest również w rozbudowane możliwości przechwytywania obrazu zwane ActionShot Panoramic Photography.

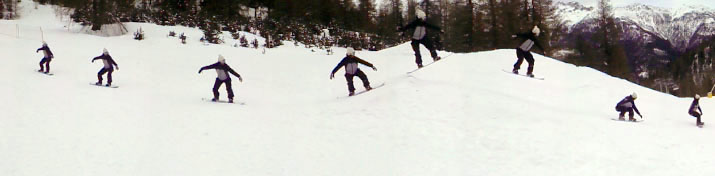
Zdjęcie panoramiczne zrobione aparatem Omnia II z wykorzystaniem ActionShot

## Interfejs użytkownika, możliwości oprogramowania
W przeciwieństwie do poprzednika, Samsunga Omnii, który fabrycznie wyposażony był w trzy różne pulpity domowe, Omnia II posiada program Touchwiz UI. Touchwiz można aktualizować – do 3 pulpitów (z możliwością konfiguracji). Widżetami można zarządzać za pomocą Widget Managera, który znajduje w wysuwanym menu na górze ekranu. Nowe widżety można pobierać za pomocą ikony „Więcej Widgetów”. Widżety to małe programy oraz skróty do różnych części interfejsu użytkownika. Gdy użytkownik chce umiejscowić nowy widżet na ekranie, powinien otworzyć odpowiednie menu klikając na strzałkę w lewym dolnym rogu pulpitu domowego, po czym przeciągnie ikonę widżetów.
Jest dostępna duża liczba widżetów, takich jak zegary, galerie zdjęć, zarządzanie profilami, serwisy informacyjne i inne.
Programy takie jak Touch Media Player (odtwarzacz multimedialny), Touch Calendars (kalendarz) oraz wiadomości wątkowe (podobne do tych z iPhone’a) są dostosowane do sterowania jednym palcem. Urządzenie ma wbudowaną przeglądarkę internetową Opera 9.5, która również została dostosowana do obsługi za pomocą ekranu dotykowego i obsługuje animacje Flash Lite.

## Inne wersje
Model ten jest sprzedawany w zmodyfikowanej wersji w Stanach Zjednoczonych pod nazwą SGH-i920. Telefon różni się nieznacznie wyglądem, ale parametry techniczne są zbliżone. SGH-i920 ma 8 GB pamięci wewnętrznej, nie posiada kamery przedniej, i jest wyposażony tylko w jedną lampkę LED przy kamerze tylnej. Wyjście audio 3.5 oraz port micro-USB zostały przeniesione na bok telefonu.
W Korei Południowej telefon jest sprzedawany jako SCH-M710/715 T i ma inny wygląd zewnętrzny.
W Australii Omnia II jest znana jako Omnia Icon.